# 夢二
『夢二』（ゆめじ）　1991年公開の日本映画。荒戸源次郎事務所製作、鈴木清順監督作品。竹久夢二を題材に、女性たちとの華やかで幻想的なつながりを描いている。第44回カンヌ国際映画祭ある視点部門正式出品作品。
鈴木の代表作の一つで、独特な映像美と難解な物語の進行が見るものを幻惑すると評される。『ツィゴイネルワイゼン』（1980年）、『陽炎座』（1981年）と合わせて「（大正）浪漫三部作」と呼ばれる。三部作のうちでは前2作よりも評価において後塵を拝する印象が強いが、飄々とした軽やかな雰囲気を高く評価する向きもある。また、三部作中唯一、原作が存在しないオリジナルの作品である。
2012年1月14日には浪漫三部作がニュープリントでリバイバル上映された。
2023年11月11日、鈴木清順の生誕100周年を記念して先述の浪漫三部作が4Kリマスター化され、『SEIJUN RETURNS in 4K』として全国の劇場で特集上映された。

## あらすじ
1917年、金沢。駆け落ちを約束した恋人を待つ竹久夢二（沢田研二）は、隣村で妻と妻の愛人を殺した殺人鬼（長谷川和彦）が山へ逃げたという噂を耳にする。約束の恋人は現れず、芸術家としての苦悩にも悩まされていた夢二は、湖上で人妻に出会い、逢瀬を重ねるが……。 

## スタッフ
- 製作：荒戸源次郎
- 監督：鈴木清順
- 脚本：田中陽造
- 差配：秋山道男、孫家邦
- 音楽：河内紀、梅林茂
- 歌唱：淡谷のり子「宵待草」
- 撮影：藤澤順一
- 録音：橋本文雄
- 美術：池谷仙克
- 写真：荒木経惟
- 洋装：永澤陽一

## キャスト
- 竹久夢二：沢田研二
- 脇屋巴代：毬谷友子
- 彦乃：宮崎萬純
- お葉：広田玲央名
- 鬼松：長谷川和彦
- 脇屋：原田芳雄
- 稲村御舟：坂東玉三郎
- 女将：大楠道代
- 乳母：宮城千賀子
- 刑事：麿赤兒
- 女郎：余貴美子
- 緑の女：新舩聡子
- 銭湯のおかみ：芹明香
- 世話役：牧口元美
- 付添い：中沢青六
- モダンボーイ：鈴木晋介、山根鉄仙、久保史
- モダンガール：秋山晴子、門田圭子、矢沢美紀

## 備考
- ウォン・カーウァイ監督の『花様年華』のBGMに『夢二』のテーマが使われている。
- 公開日翌日にTBSのクイズ番組『クイズダービー』第789回(1991年6月1日放送分)に長谷川がゲスト解答者として、沢田・毬谷、鈴木・宮崎、原田・広田が出場者として出演した。